# Dmitri Wiktorowitsch Charin
Dmitri Wiktorowitsch Charin (russisch Дми́трий Ви́кторович Ха́рин; * 16. August 1968 in Moskau, RSFSR, UdSSR) ist ein ehemaliger sowjetischer und russischer Fußballspieler und aktueller -trainer.

## Sportliche Laufbahn
Charin spielte ab 1982 für die erste Jugendmannschaft von Torpedo Moskau, im November 1984 wurde er erstmals in einem Spiel der ersten Mannschaft von Torpedo in der Wysschaja liga eingesetzt. 1988 wechselte er zu Dynamo Moskau und spielte dann ab 1991 für ZSKA Moskau, mit ZSKA gewann er 1991 die sowjetische Meisterschaft und stand im Mai 1992 im Endspiel des Fußballpokals das allerdings von Spartak Moskau gewonnen wurde.
Im Sommer 1992 wechselte Charin nach England zum FC Chelsea, 1994 stand er mit Chelsea im Endspiel des FA Cup gegen Manchester United, das Spiel ging allerdings mit 0:4 deutlich verloren. Ab 1996 kam Charin aufgrund von Verletzungen nur noch selten zum Einsatz. Nach 146 Spielen für Chelsea wechselte er 1999 zu Celtic Glasgow, wo er aber aufgrund von Verletzungsproblemen in drei Spielzeiten nur insgesamt 11-mal zum Einsatz kam. Seine aktive Karriere beendete Charin zwischen 2002 und 2004 bei Hornchurch F.C. in der Isthmian League.
Charin gewann mit der sowjetischen Jugendauswahl im Jahr 1985 in Ungarn die U-16-Fußball-Europameisterschaft. 1988 gewann er mit dem sowjetischen Olympiateam die Goldmedaille beim Fußballturnier der Olympiade in Seoul und stand auch im Endspiel gegen Brasilien im sowjetischen Tor. Im November 1988 gab er sein Debüt für das sowjetische Nationalteam, nach insgesamt 6 Länderspielen für die Sbornaja war Charin bei der Fußball-Europameisterschaft 1992 der Stammtorwart des Teams der GUS und stand in allen drei Spielen im Tor. Anschließend absolvierte er zwischen 1992 und 1998 23 Spiele für die Russische Fußballnationalmannschaft und nahm an der WM 1994 und der EM 1996 teil.

## Trainerlaufbahn
Charin war von 2004 bis 2013 Torwarttrainer des englischen Vereins Luton Town.